# Самие
Манастирът Самие или Самие Гомпа (тибетски: བསམ་ཡས་) е първият будистки манастир в Тибет.
Изграден е между 775 и 779 н.е. под патронажа на краля на Тибет Трисонг Децен, който поставя на цялостна основа това, което по-късно става известно като тибетски будизъм, продължавайки започнатото от крал Сонгцен Гампо през седми век. Този манастир е разположен в град Дрананг, днес китайска префектура Шанан. Предполага се, че е направен по модел на манастира Одантапури, който сега се намира в Бихар, Индия .

## История
Според преданието, индийският монах Шантаракшита прави първия опит да построи манастира, докато популяризира Махаяна будизма, ориентиран предимно към сутрите. Намирайки благоприятно място за строежа на манастира Самие, Шантракшита започва да строи. Но достигайки определен етап от строежа, сградата постоянно се срутвала. Ужасени, строителите помислели, че в близката река има демон или обструкционна мисловна форма, която създавала проблема.
Все пак, когато връстника на Шантаракшита, самият Падмасамбхава пристига от Северна Индия, Гуру Ринпоче най-после успява да подчини проблемните енергии, които били пречката за построяването на манастира Самие. Според спомените на Петия Далай Лама (Pearlman, 2002: p.18), Падмасамбхава представил танца на Ваджракилая, извършвайки ритуала на „пресечения кръст“ или Намка, за да помогне на крал Трицонг Децен и Шантаракшита да отстранят всички пречки за пътя за построяването на Самие:
"Великия религиозен водач Падмасамбхава изпълни този танц, за да подготви почвата за строежа на манастира Самие и за да укроти злостта на лха [местни планински духове] и нищожните злобни духове, за да създаде най-съвършените условия. " Разказът продължава: „След това Падмасамбхава осветил земята като създал пресечен кръст във формата на мрежа от червен вълнен конец около две нишки, за да хване злото. Тогава пречистващата енергия на неговия танц принудила злобните духове да се превърнат в череп поставен на върха на пирамида от тесто. Тантрическият танц на Падмасамбхава изчистил всички пречки, което позволило манастира да бъде построен през 767. Танцът бил увековечен от построяването на Ваджракилая ступи – монументи честващи ритуалната кила (пурба) кинжали в основните посоки на манастира, където те предотвратяват демонични сили от влизане в свещените земи.“
Гореспоменатият цитат дава препратка към връзката на килая или т.н. пурба със ступа; заедно със се споменатите торма и намкха. Освен това, сградата на Самие поставя основите на истинската школа Нингма на тибетския будизъм. Тази връзка също така помага да се обясни как тантрически-ориентираната версия на будизма на Падмасамбхава натрупва надмощие над Сутра – основното учение на Шантаракшита.
Когато Падмасамбхава освещава Самие манастира с танца Ваджракилая, той укротява местния дух-защитник Пехар Гялпо и го задължава с клетва да стане главата на цялата йерархия духове-защитници на Тибет. Пехар, по-късно става известен като Дордже Дракден, става най-основен защитник на Далай Ламите, проявяващ се чрез Оракула на Нечунг.
Първоначалните сгради отдавна липсват. Те са били лошо повредени няколко пъти – по време на гражданска война от 11 век, пожари в средата на 17 век и през 1826, при земетресение през 1816, и през 20 в. по-специално през Културната революция, а по-късно през късните 80` години на 20 век. било разрешено прасета и други фермерски животни да се разхождат около свещените сгради. Всеки път манастирът бил възстановяван, и днес, от 1986 г. насам благодарение най-вече на усилията на 10-ия Панчен Лама, Самие е отново действащ манастир, важно място за поклонение и туристическа дестинация.
- Самие

## Дебатът в Самие или Дискусията в Лхаса
Адамек (2007: p. 288) предоставя период около 5 години, когато Хешан Махаяна (от Източните Планински Учения) и Камалашила започват да дебатират в Самие манастира в Тибет:
Както е добре известно, съдбата на Чан [Източните планиски Учения] в Тибет е казано, че е била решавана в дебат в манастирът Самье близо до Лхаса ок.792 – 797.